# Xiang Yu

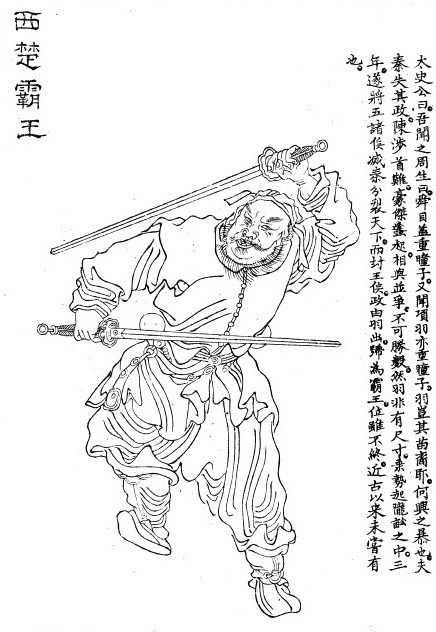
Xiang Yu

Xiang Yu (Chinees: 项羽) (234 - 202 v.Chr.) was een Chinese opstandelingenleider en koning. Hij was afkomstig van een adellijk geslacht uit de staat Chu.
Xiang Yu was vanaf 207 v.Chr. met Liu Bang de belangrijkste leider van de opstand tegen de Qin-dynastie. Hierbij wist hij een doorslaggevende overwinning te behalen op het Qin-leger, maar het was Liu Bang die uiteindelijk de Qin-hoofdstad Xiangyang innam.
Na de val van de Qin-dynastie groeide de rivaliteit tussen Xiang Yu en Liu Bang. Xiang Yu riep zich tot “Opperheerser van Westelijk Chu” uit en liet keizer Huai vermoorden. In zijn nieuwe hoedanigheid had Xiang Yu de bevoegdheid 18 vorstelijke titels te verstrekken en bijbehorende gebieden in leen te geven. Liu Bang kreeg de titel “Prins van Hàn” toegekend, maar de bijbehorende gebieden (Hanzhong en de voormalige staten Ba en Shu) waren veel beperkter dan de gebieden die Liu Bang eerder van Huai had verkregen. Dit verslechterde de verhouding tussen beide heersers zodanig dat zij leidde tot de Chu-Hàn-oorlog (206-202 v.Chr.). 
Xiang Yu verloor uiteindelijk de oorlog. Hij pleegde op 32-jarige leeftijd zelfmoord na tot het uiterste weerstand te hebben geboden.
Xiang Yu is afgebeeld in de Wu Shuang Pu, geschreven door Jin Guliang. 